# Harbo kyrka

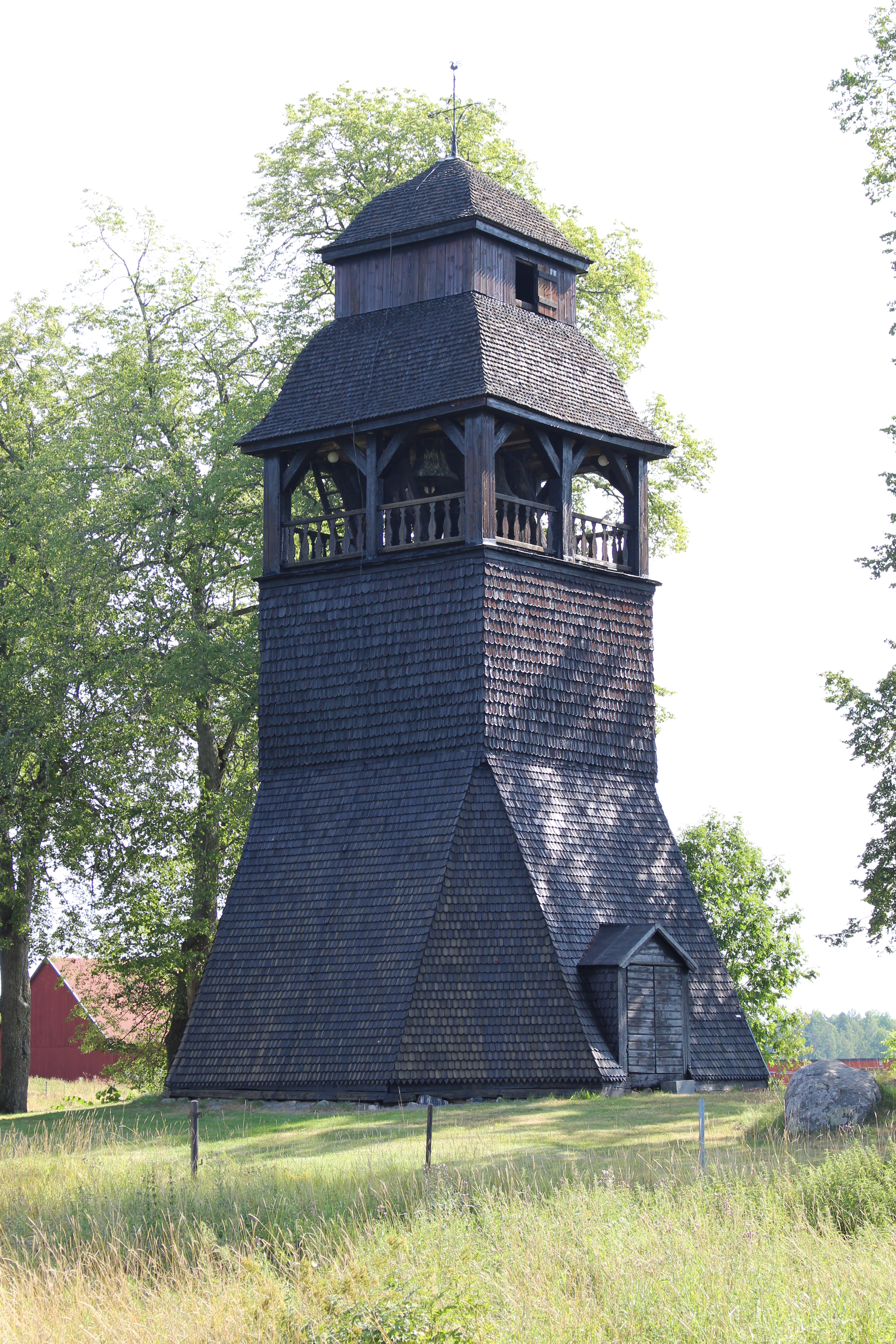
Klockstapeln.

Harbo kyrka är en kyrkobyggnad belägen i Harbo, Heby kommun. Den är församlingskyrka i Harbo församling i Uppsala stift och tillhör Svenska kyrkan.

## Historia
Kyrkan har ett medeltida ursprung, sannolikt från 1400-talet. Socknen finns dock omtalad redan i början av 1300-talet, och kyrkan måste ha haft en äldre föregångare. 1400-talsvalven i Harbo kyrka är byggda samtidigt med övriga kyrkan. De valvmålningar som idag finns i kyrkan är tillkomna i samband med renoveringen 1892, oklart om de baserar sig på några återfunna medeltida målningsfragment. År 1712 överkalkades de då befintliga medeltidsmålningarna i vapenhuset.
1762 byggdes en klockstapel utanför kyrkomuren, som ersatte en tidigare klockstapel på samma plats. Klockstapel på platsen omtalas tidigast 1651 då den "gjordes ny". 1776 förlängdes kyrkobyggnaden i östlig riktning och bland förändringarna märks bland annat att man rev vapenhuset. Kyrktaket är ett mansardtak och ger kyrkan karaktär av en 1700-talsbyggnad. 1892 genomfördes en renovering, då man dekorerade kyrktaket med målningar i gotisk stil, oklart i vilken utsträckning de baserats på bevarade målningar, och en ny orgelläktare byggdes. Den senaste renoveringen gjordes 1951-1952 då man bland annat skapade ett nytt altare och predikstol.
På kyrkogårdens östra sida ligger ett gravkor av putsat tegel, som 1810 uppförts av baron Carl Vilhelm v. Knorring för hans föräldrar, nu använt som bisättningskapell.

## Inventarier
Ett medeltida triumfkrucifix, från mitten eller slutet av 1400-talet, hänger ännu i kyrkan. Två apostlabilder från senare hälften av 1400-talet, en madonnabild av senmedeltida typ och fyra små statyetter som troligen kommer från ett förstört altarskåp.
Insats till dopfunt i koppar från kyrkan slutet av 1600-talet fanns tidigare i kyrkan, den förvaras numera i Statens historiska museum.
En av ljuskronorna inköptes av församlingen på Distingsmarknaden 1680, en annan skänktes av kyrkoherde Noraei arvingar till kyrkan 1689. Den tredje kronan inköptes av församlingen av tacksamhet för att bygden skonats från plundring då ryssarna härjade landet 1720. En silverkanna för nattvardsvinet, tillverkad 1667 av silvret från en söndrig flaska finns ännu i kyrkans ägo.

### Orgel
Den nuvarande orgeln byggdes 1850 av Johan Blomqvist och Anders Vilhelm Lindgren, Stockholm orgeln har ett tonomfång på 54/30. Den är mekanisk och har slejflådor. Fasaden ritades 1843 av Fredrik Wilhelm Scholander. 1953 byggde Th Frobenius & Co, Kongens Lyngby, Danmark till ett ryggpositiv. De byggde även till stämmor på pedalen.
| Ryggpositiv I | Huvudverk II    | Pedal        | Koppel |
| Gedackt 8'    | Borduna 16´     | Subbas 16´   | I/P    |
| Kvintadena 8' | Principal 8'    | Principal 8' | II/P   |
| Principal 4'  | Gedackt 8'      | Oktava 4'    | II/I   |
| Rörflöjt 4'   | Oktava 4'       | Nachthorn 2' |        |
| Gemshorn 2'   | Gedacktflöjt 4' | Mixtur III   |        |
| Ters 1 3⁄5'   | Kvinta 2 2⁄3'   | Basun 16'    |        |
| Kvinta 1 1⁄3' | Oktava 2'       | Skalmeja 4'  |        |
| Scharff III   | Mixtur V        |              |        |
| Krumhorn 8'   | Trumpet 8'      |              |        |
| Tremulant     |                 |              |        |

#### Kororgel
Kororgeln byggdes 1978 av Robert Gustavsson, Orgelbyggeri AB, Härnösand. Orgeln är mekanisk med slejflåda och har ett tonomfång på 54. Stämmorna är delade vid c1/c#1.
| Manual            |
| Trägedackt 8' B/D |
| Hålflöjt 4' B/D   |
| Principal 2' B/D  |
| Nasat 1 1⁄3' B/D  |

## Bilder

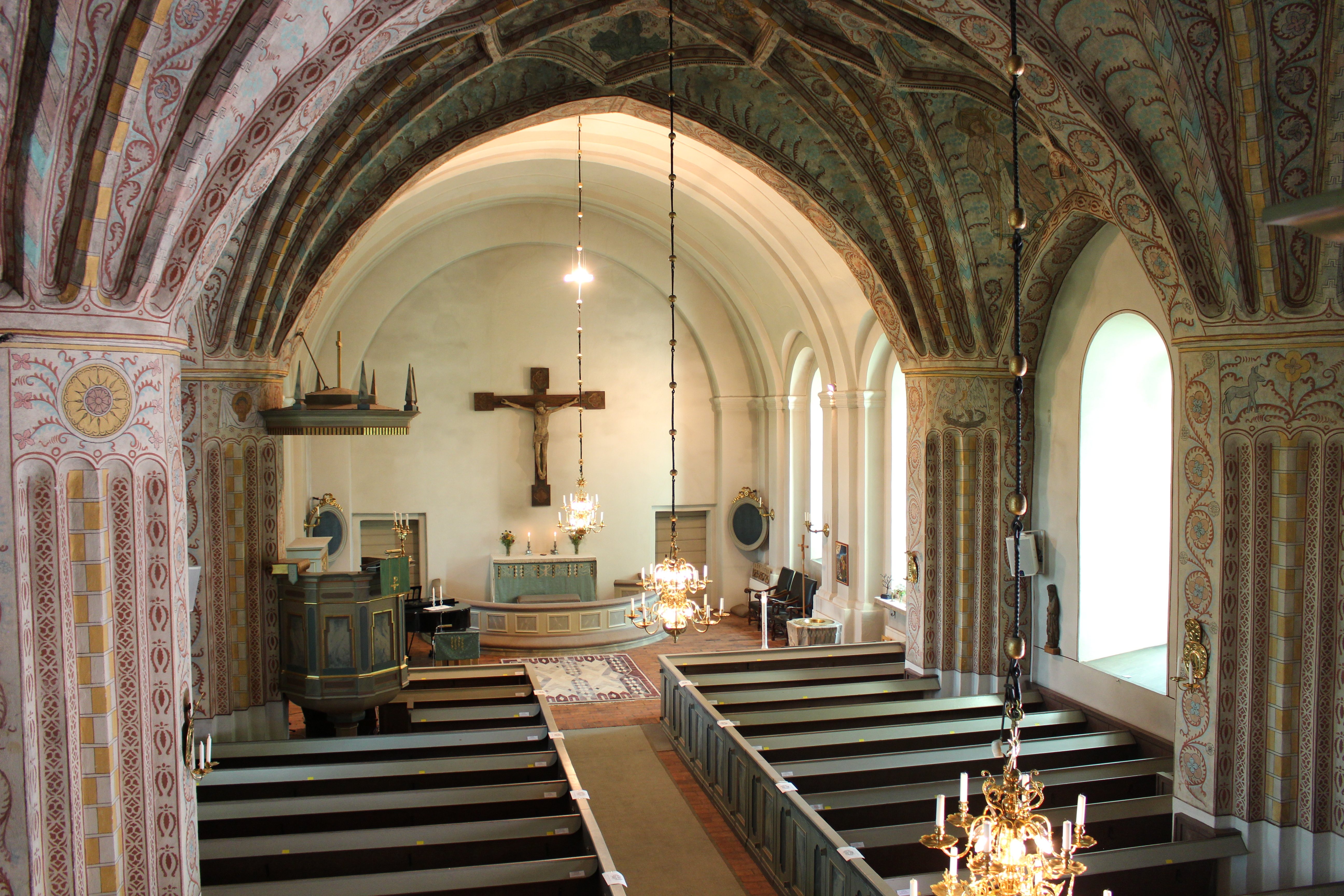
Kyrkans interiör mot altaret.
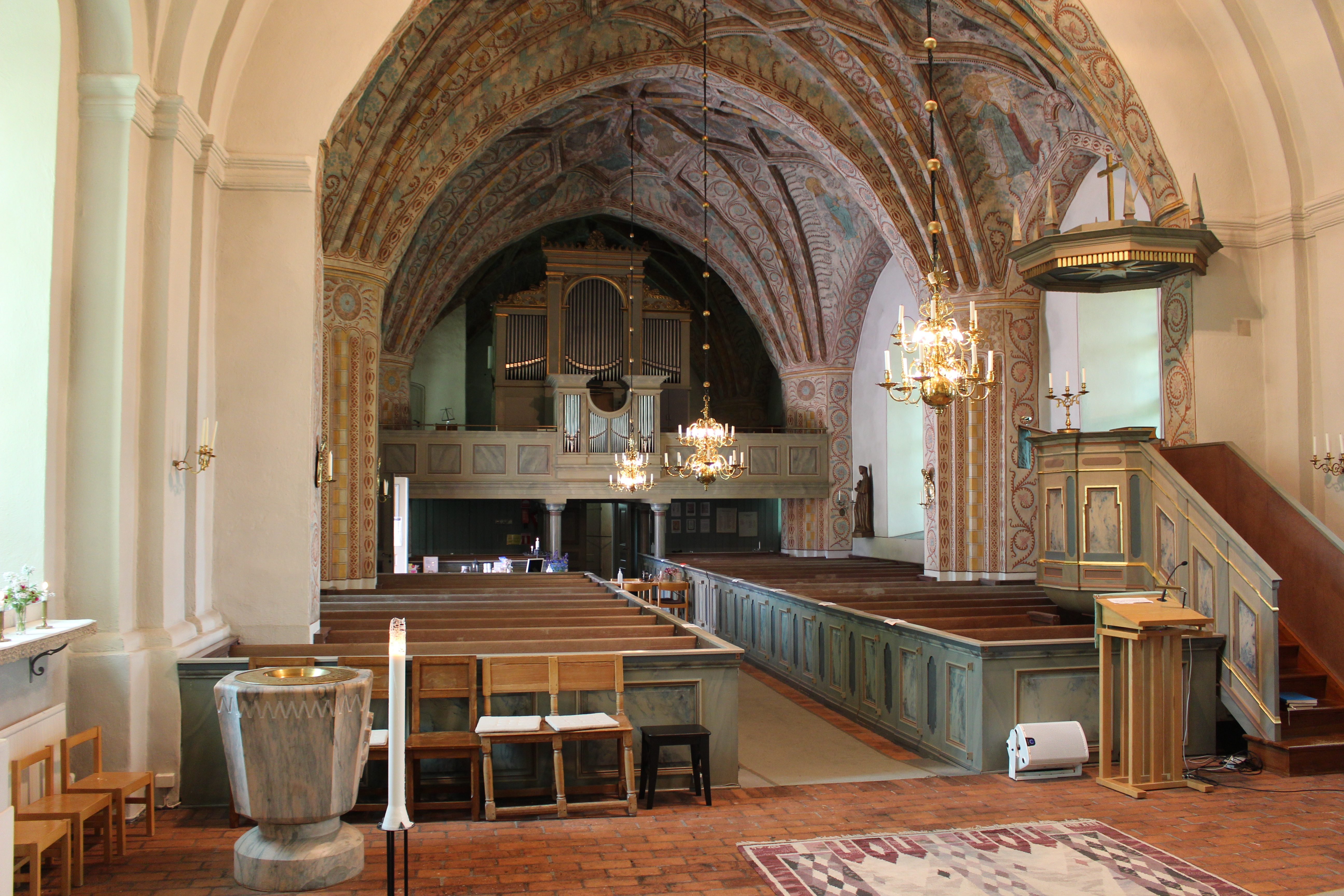
Interiören mot ingången.
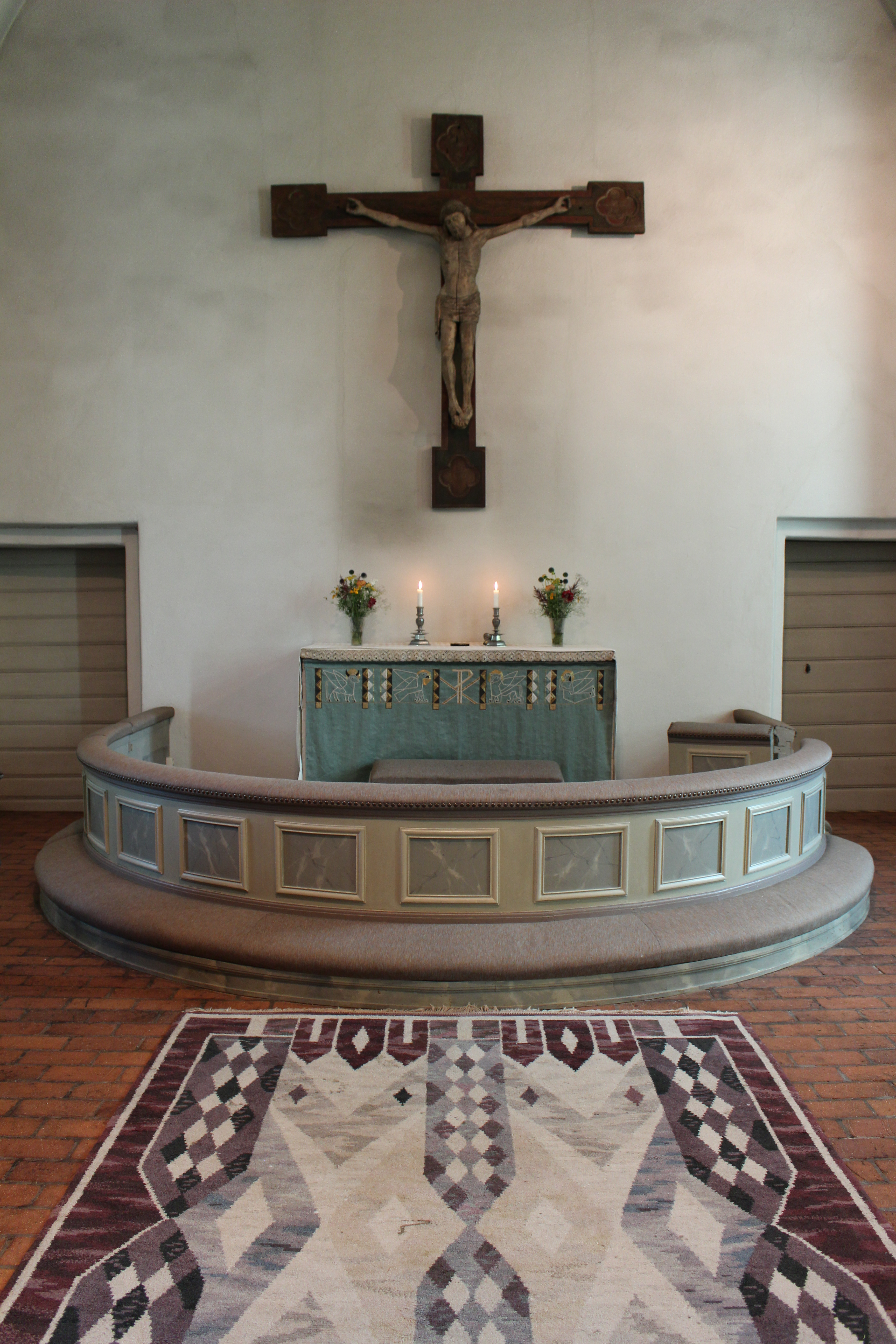
Altarskranken och altaret.
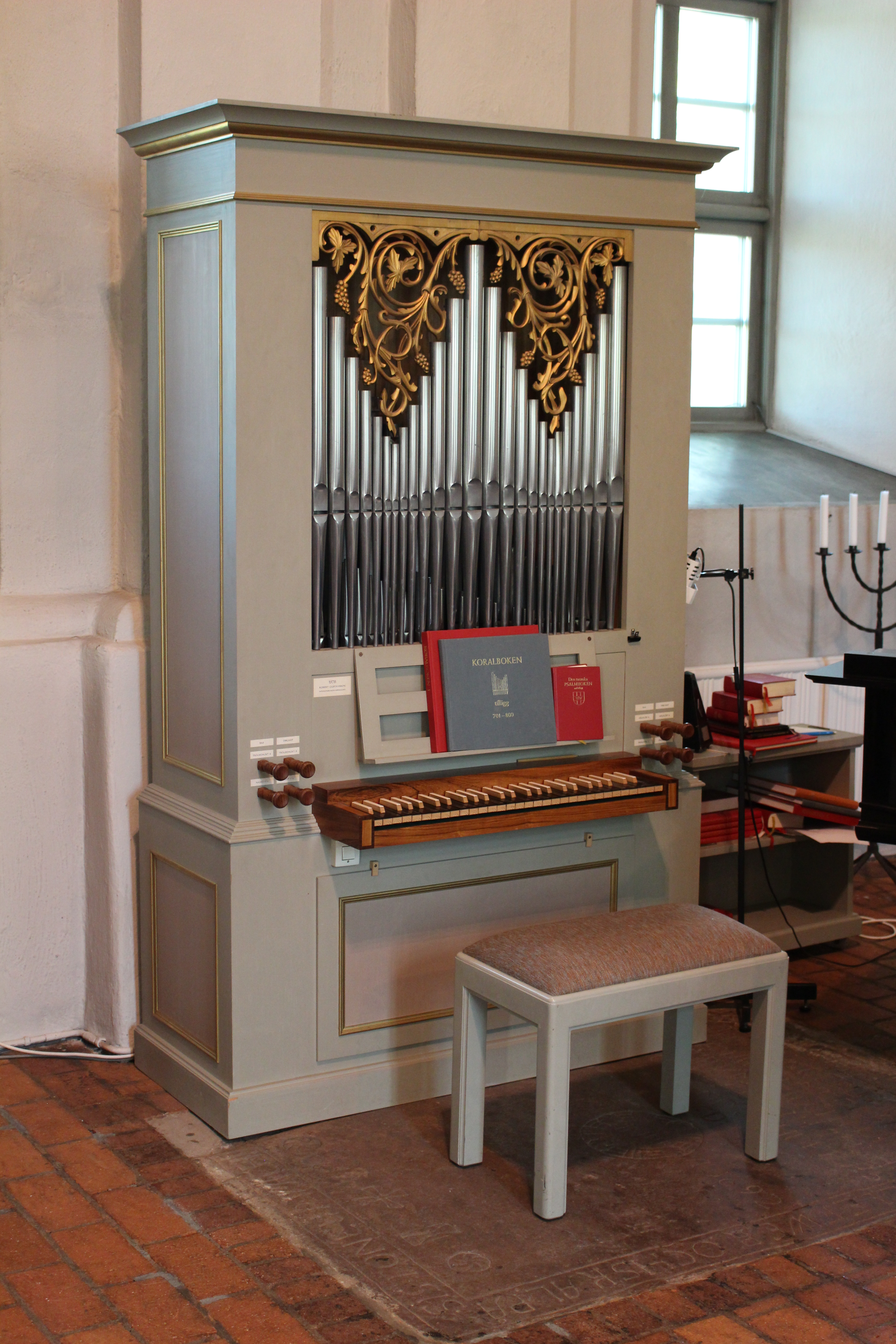
Kororgeln.
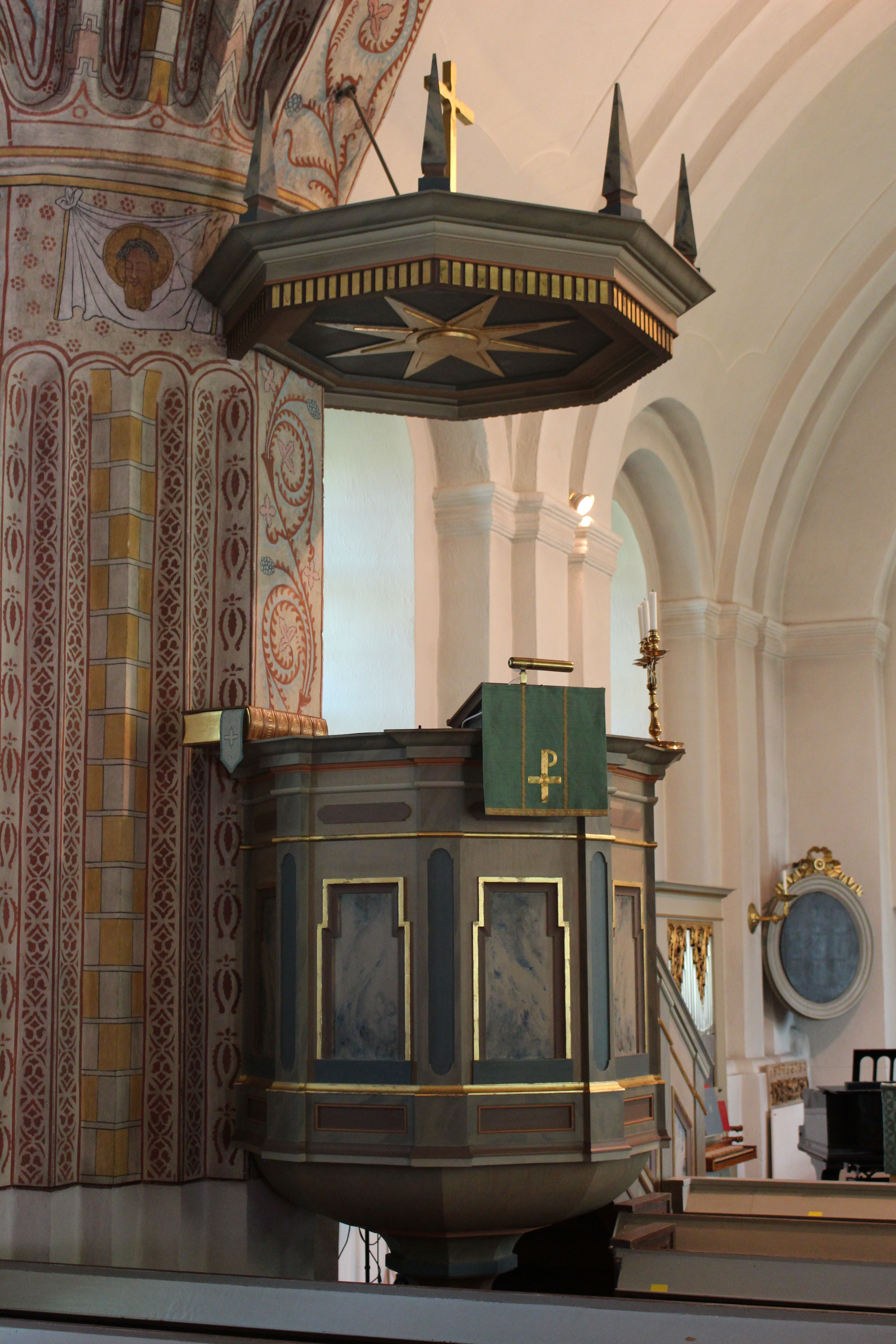
Predikstolen.
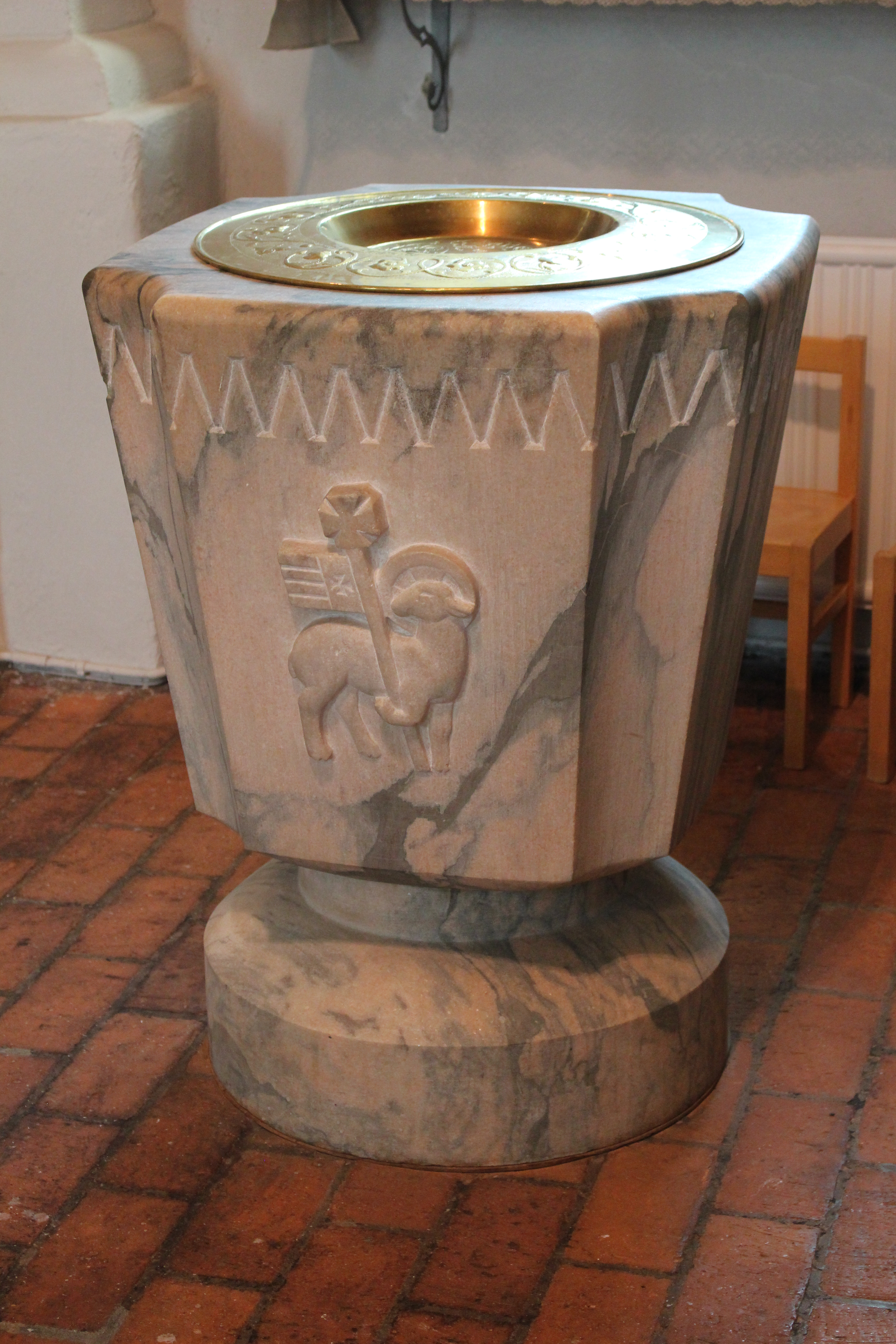
Dopfunten.